# Ironman Texas
L'Ironman Texas est une compétition de triathlon longue distance créée en 2011 et qui se tient annuellement au mois de mai aux Woodlands, au Texas. Qualificatif pour le championnat du monde d'Ironman à Kona (Hawaï), la compétition attribue également le titre continental de « champion d'Amérique du Nord » dont l'épreuve est le support depuis 2015.

## Histoire
En 2014, la World Triathlon Corporation, annonce qu'à compter de l'édition 2015, l'Ironman Texas devient la course support du championnat d’Amérique du Nord d'Ironman. La victoire permet donc aux professionnels une qualification directe au championnat du monde à Hawaï, à l'instar de toutes les victoires sur des compétitions attribuant un titre de champion continental. 25 dossard qualificatifs(slots) supplémentaires, portant l'ensemble à un total à 75 places, sont également attribués aux classes d'âges amateurs.
| \| The Woodlands · depuis 2011 \| Localisation de l'épreuve depuis 2011 |
| The Woodlands · depuis 2011                                             |

## Palmarès
| Année | Médaille d'or     | Temps           | Médaille d'argent   | Temps           | Médaille de bronze  | Temps           |
| ----- | ----------------- | --------------- | ------------------- | --------------- | ------------------- | --------------- |
| 2024  | Patrick Lange     | 7 h 44 min 14 s | Clément Mignon      | 7 h 48 min 37 s | Matthew Marquardt   | 7 h 49 min 10 s |
| 2023  | Rodolphe von Berg | 7 h 44 min 50 s | Robert Wilkowiecki  | 7 h 45 min 3 s  | Matthew Marquardt   | 7 h 45 min 11 s |
| 2022  | Ben Hoffman       | 7 h 57 min 58 s | Magnus Ditlev       | 7 h 58 min 11 s | Jesper Svensson     | 8 h 8 min 53 s  |
| 2019  | Patrik Nilsson    | 7 h 50 min 55 s | David Pleše         | 8 h 1 min 50 s  | Andrew Starykowicz  | 8 h 3 min 53 s  |
| 2018  | Matt Hanson -3-   | 7 h 39 min 25 s | Ivan Tutukin        | 7 h 39 min 57 s | William Clarke      | 7 h 45 min 22 s |
| 2017  | Matt Hanson -2-   | 7 h 52 min 44 s | Ronnie Schildknecht | 7 h 56 min 21 s | Tyler Butterfield   | 7 h 58 min 29 s |
| 2016  | Patrick Lange     | 7 h 13 min 13 s | Matthew Russell     | 7 h 21 min 56 s | Terenzo Bozzone     | 7 h 25 min 55 s |
| 2015  | Matt Hanson -1-   | 8 h 7 min 3 s   | Joe Skipper         | 8 h 16 min 6 s  | Ronnie Schildknecht | 8 h 21 min 3 s  |
| 2014  | Bevan Docherty    | 8 h 9 min 37 s  | Matthew Russell     | 8 h 14 min 53 s | Justin Daerr        | 8 h 17 min 29 s |
| 2013  | Paul Amey         | 8 h 25 min 6 s  | James Cunnama       | 8 h 27 min 35 s | Ian Mikelson        | 8 h 30 min 6 s  |
| 2012  | Jordan Rapp       | 8 h 10 min 44 s | Justin Daerr        | 8 h 22 min 15 s | Mathias Hecht       | 8 h 22 min 58 s |
| 2011  | Eneko Llanos      | 8 h 8 min 20 s  | Timothy O'Donnell   | 8 h 9 min 50 s  | Luke Bell           | 8 h 12 min 22 s |

| Année | Médaille d'or        | Temps           | Médaille d'argent  | Temps           | Médaille de bronze | Temps           |
| ----- | -------------------- | --------------- | ------------------ | --------------- | ------------------ | --------------- |
| 2024  | Katrina Matthews -2- | 8 h 42 min 22 s | Penny Slater       | 8 h 44 min 36 s | Lotte Wilms        | 8 h 46 min 59 s |
| 2023  | Katrina Matthews -1- | 8 h 32 min 51 s | Maja Stage Nielsen | 8 h 34 min 50 s | Jocelyn McCauley   | 8 h 45 min 44 s |
| 2022  | Jocelyn McCauley     | 8 h 58 min 13 s | Lauren Brandon     | 9 h 10 min 42 s | Joanna Ryter       | 9 h 13 min 23 s |
| 2019  | Daniela Ryf          | 8 h 37 min 48 s | Jocelyn McCauley   | 8 h 39 min 41 s | Jeanni Metzler     | 8 h 58 min 3 s  |
| 2018  | Melissa Hauschildt   | 8 h 31 min 5 s  | Jodie Robertson    | 8 h 43 min 16 s | Lesley Smith       | 8 h 43 min 52 s |
| 2017  | Jodie Robertson      | 8 h 56 min 32 s | Michaela Herlbauer | 8 h 59 min 31 s | Maja Stage-Nielsen | 9 h 1 min 0 s   |
| 2016  | Julia Gajer          | 8 h 11 min 1 s  | Jodie Robertson    | 8 h 16 min 30 s | Lisa Roberts       | 8 h 17 min 58 s |
| 2015  | Angela Naeth         | 8 h 55 min 19 s | Leanda Cave        | 8 h 58 min 12 s | Rachel Joyce       | 9 h 5 min 2 s   |
| 2014  | Kelly Williamson     | 8 h 54 min 42 s | Julia Gajer        | 9 h 0 min 51 s  | Amber Ferreira     | 9 h 11 min 48 s |
| 2013  | Rachel Joyce         | 8 h 49 min 14 s | Jennie Hansen      | 9 h 25 min 35 s | Kim Schwabenbauer  | 8 h 33 min 1 s  |
| 2012  | Mary Beth Ellis      | 8 h 54 min 58 s | Caitlin Snow       | 9 h 1 min 32 s  | Amy Marsh          | 9 h 4 min 0 s   |
| 2011  | Catriona Morrison    | 8 h 57 min 51 s | Kelly Williamson   | 9 h 7 min 54 s  | Sofie Goos         | 9 h 12 min 53 s |